# Brabham BT54
A Brabham BT54 egy Formula–1-es versenyautó, amelyet a Brabham csapat tervezett és versenyeztetett az 1985-ös Formula–1 világbajnokság során. Pilótái Nelson Piquet, François Hesnault és Marc Surer voltak. Az autó az 1986-os brit nagydíjon is részt vett, ekkor Riccardo Patrese vezette.

## Áttekintés
A Brabham autóit a BMW négyhengeres soros elrendezésű turbómotorjai hajtották, amelyek a közmegegyezés szerint a legerősebbek voltak akkoriban. Ahogyan elődei, úgy a BT54-es súlypontja is inkább az autó hátuljára helyeződött, hogy segítsék a tapadást. Miután a FISA betiltotta a hátsó szárnyakra helyezett kisebb szárnyelemeket, amikkel a Ferrari is kísérletezett, a főtervező Gordon Murray ezeket az oldaldobozok hátuljára helyezte, hasonlóan a Lotus 97T megoldásához.
Miután a Michelin 1984 végén kiszállt a sportágból, a Brabham gumiszállító nélkül maradt. A csapattulajdonos Bernie Ecclestone merészet húzott, amikor az ismert és megbízható Goodyear helyett inkább a Pirellivel szerződött le.
Az autó versenyképes volt, mégsem hozta a várt eredményeket. Mint kiderült, ennek részben éppen a Pirelli abroncsok voltak az okai. A csapat ugyanis, másokkal ellentétben, a déli félteke pályáin tesztelt: Brazíliában és Dél-Afrikában. Az ottani meleg időjárás a Pirelli gumiknak kedvező volt, ugyanis a cég abroncsainak megvolt az a kedvező tulajdonsága, hogy melegben elképesztően jól tapadtak és hamar elérték az üzemi hőmérsékletet. Csakhogy ez utóbbi már nem volt igaz a hűvösebb körülmények között, és amikor elindult az európai szezon, kiderült, hogy az első gumik nagyon lassan melegszenek be. Ennek alulkormányzottság lett a következménye. Nem segített a gondokon a szokatlanul hűvös nyár sem, valamint a hátsó tengely felé eltolt súlypont.
1985-ben az egyetlen olyan verseny, ami tökéletesen passzolt a BT54-eshez, az a francia nagydíj volt, és ezt Piquet meg is nyerte, Hesnault pedig az idény legnagyobb végsebességét érte el a Mistral egyenesben. A gyors pályákon a csapat egyértelműen előnyben volt, a lassabb pályákon viszont a kvalifikációval is megszenvedtek, különösen az utcai pályákon. Piquet, aki az előző idényben 9 pole pozíciót is szerzett, most csak a holland nagydíjon volt erre képes, de mivel a rajtnál lefulladt, ezért végül még pontot sem tudott szerezni. Miután esély sem mutatkozott arra, hogy világbajnoki címet szerezzen velük, Piquet az idény végén átigazolt a Williams csapatához. A Brabham konstruktőri ötödikként zárta az idényt.
Az autót a radikális koncepció mentén tervezett Brabham BT55 váltotta, és annak sikertelensége miatt a BT54-est még egy versenyen bevetették.

## Eredmények
| Év   | Csapat                    | Motor      | Gumik | Pilóták           | 1   | 2   | 3   | 4   | 5   | 6   | 7   | 8   | 9   | 10  | 11  | 12  | 13  | 14  | 15  | 16  | Pontok | Helyezés |
| ---- | ------------------------- | ---------- | ----- | ----------------- | --- | --- | --- | --- | --- | --- | --- | --- | --- | --- | --- | --- | --- | --- | --- | --- | ------ | -------- |
| 1985 | Motor Racing Developments | BMW M12/13 | P     |                   | BRA | POR | SMR | MON | CAN | DET | FRA | GBR | GER | AUT | NED | ITA | BEL | EUR | RSA | AUS | 26     | 5.       |
| 1985 | Motor Racing Developments | BMW M12/13 | P     | Nelson Piquet     | KI  | KI  | 8   | KI  | KI  | 6   | 1   | 4   | KI  | KI  | 8   | 2   | 5   | KI  | KI  | KI  | 26     | 5.       |
| 1985 | Motor Racing Developments | BMW M12/13 | P     | François Hesnault | KI  | KI  | KI  | NK  |     |     |     |     |     |     |     |     |     |     |     |     | 26     | 5.       |
| 1985 | Motor Racing Developments | BMW M12/13 | P     | Marc Surer        |     |     |     |     | 15  | 8   | 8   | 6   | KI  | 6   | 10  | 4   | 8   | KI  | KI  | KI  | 26     | 5.       |
| 1986 | Motor Racing Developments | BMW M12/13 | P     |                   | BRA | ESP | SMR | MON | BEL | CAN | DET | FRA | GBR | GER | HUN | AUT | ITA | POR | MEX | AUS | 2      | 9.       |
| 1986 | Motor Racing Developments | BMW M12/13 | P     | Riccardo Patrese  |     |     |     |     |     |     |     |     | KI  |     |     |     |     |     |     |     | 2      | 9.       |